# دیمی پتراتوس
دیمی پتراتوس (انگلیسی: Dimitri Petratos؛ زادهٔ ۱۰ نوامبر ۱۹۹۲) بازیکن فوتبال اهل استرالیا است.
از باشگاه‌هایی که در آن بازی کرده‌است می‌توان به باشگاه فوتبال بریزبن رور و باشگاه فوتبال سیدنی اشاره کرد.
وی همچنین در تیم‌های ملی فوتبال استرالیا بازی کرده‌است.